# David Ruud

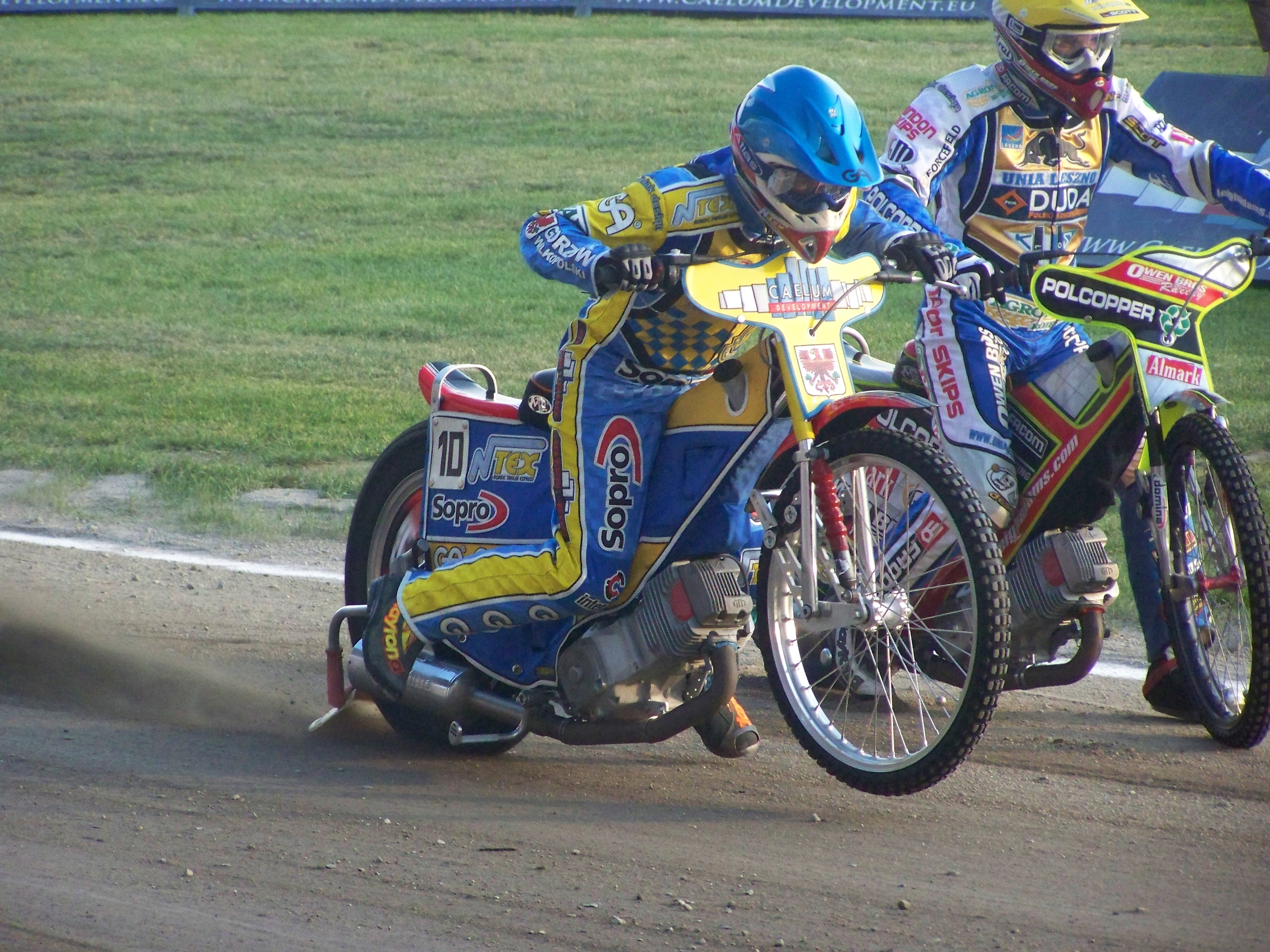
David Ruud

David Ruud (ur. 21 stycznia 1980 w Gislaved) – szwedzki żużlowiec.
W 2002 roku zajął 38. miejsce w kwalifikacjach do Grand Prix. W 2003 zdobył złoty medal Drużynowego Pucharu Świata. W 2005 roku zajął 7. miejsce w Indywidualnych Mistrzostwach Europy w Lonigo. W 2009 roku z reprezentacją Szwecji sięgnął po brązowy medal Drużynowego Pucharu Świata.

## Starty w lidze polskiej
- Włókniarz Częstochowa (2003)
- Polonia Piła (2005)
- Stal Gorzów (2006–2007)
- KM Ostrów (2008)
- Stal Gorzów (2009–2010)
- GTŻ Grudziądz (2011–2012)
- Ostrovia Ostrów Wielkopolski (2013)